# حضارة أورنفيلد

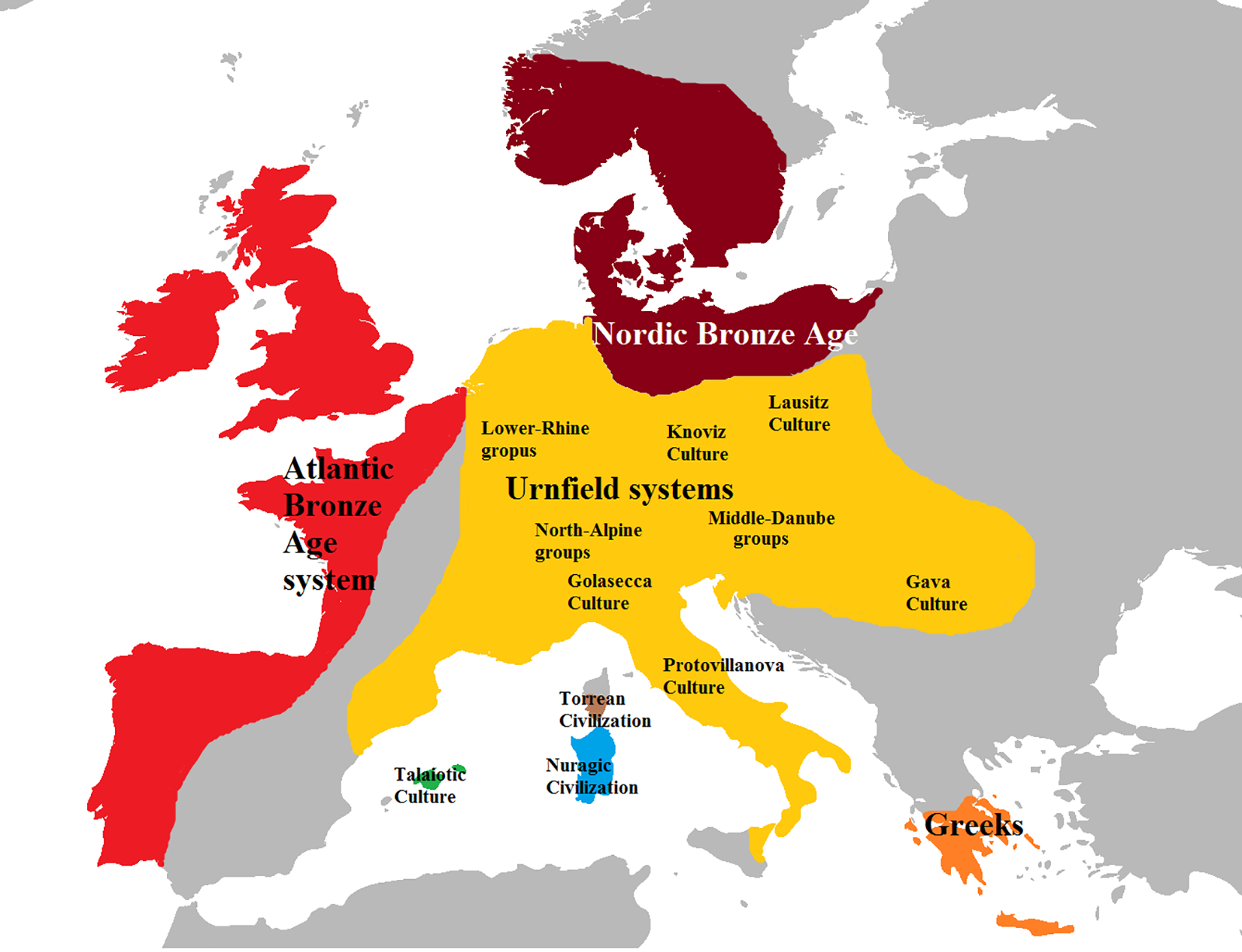
أوروبا في أواخر العصر البرونزي.

حضارة أورنفيلد (من 1300 قبل الميلاد إلى 750 قبل الميلاد)، كانت حضارة من العصر البرونزي المتأخر في وسط أوروبا، وغالبًا ما تنقسم إلى عدة حضارات محلية ضمن تقاليد أورنفيلد الأوسع. الاسم يأتي من عادة حرق الموتى ووضع رمادهم في الجِرار التي تُدفن بعد ذلك في الحقول. في معظم أنحاء أوروبا، لحقتْ حضارةُ أورنفيلد حضارةَ تومولوس وخلفتْها حضارةُ هالستات. تشير الدلائل اللغوية بالإضافة إلى الاستمرارية مع حضارة هالستات التالية إلى أن أهل هذه المنطقة تحدثوا شكلاً مبكراً من اللغة الكلتية، وربما في الأصل لغة كلتية بدائية.

## التسلسل الزمني
```
من المعتقد أنه في بعض المناطق، كما هو الحال في جنوب غرب 
ألمانيا
، كانت حضارة اورنفيلد موجودة في نحو عام 1200 قبل الميلاد (بداية هالستات إيه)، ولكن مرحلة ريجزي التابعة للمرحلة البرونزية د تحتوي بالفعل على ممارسات حرق جثث. نظرًا لأن الانتقال من العصر البرونزي الأوسط إلى حضارة أورنفيلد كان تدريجيًا، فهناك أسئلة تتعلق بكيفية تحديد ماهيته.
```

```
تغطي حضارة اورنفيلد المرحلتين هالستات إيه وبي في نظام باول رينيكي الزمني، ويجب عدم الخلط بينها وبين حضارة هالستات (هالستات سي أو دي) في العصر الحديدي التالي. هذا يتوافق مع مراحل مونتيليوس الثالث والرابع من العصر البرونزي الشمالي. ما إذا كان يُضَمّن تصنيف رينيكي للعصر البرونزي (د) أم لا أمرٌ متغير وفقًا للمؤلف والمنطقة.
```

```
يُطعن في وجود مرحلة هالستات بي 3، وذلك لأن المادة المدفونة تتكون من رفات أنثى فقط. كما يتضح من المجالات العشوائية الممتدة لمدة 100 عام، فإن تأريخ المراحل تخطيطي للغاية. تعتمد المراحل على تغييرات طوبوغرافية، ما يعني أنها لا يجب أن تكون معاصرة تمامًا عبر التوزيع بأكمله. وفي مجمل الأمر، إجراء المزيد من تأريخ الكربون المشع وتأريخ تحديد عمر الأشجار سيكون مرغوبًا للغاية.
```

## الأصل
```
نمت حضارة اورنفيلد من حضارة التلال الجنائزية السابقة.
[
1
]
 الانتقال تدريجي، في الفخار وكذلك طقوس الدفن. في بعض أجزاء ألمانيا، كان حرق الجثث ودفنها موجودين في وقت واحد. تحتوي بعض القبور على مزيج من فخار حضارة التلال الجنائزية وسيوف حضارة اورنفيلد أو فخار حضارة التلال الجنائزية المقَطّع مع أنواع اورنفيلد المبكرة. في الشمال، اعتُمِدت حضارة اورنفيلد فقط في فترة هالستات إيه 2. يغطي 16 دبوسًا مودَعًا في مستنقع في ايلموسين (باد ايبلنغ، ألمانيا) النطاقَ الزمني الكامل من العصر البرونزي ب إلى فترة اورنفيلد المبكرة (هالستات إيه). هذا يدل على استمرارية كبيرة في الطقوس. في أنهر اللوار والسين والرون، تحتوي بعض المخاضات على رواسب من العصر الحجري الحديث المتأخر وحتى فترة اورنفيلد.
```

```
يُعتقد أن أصل طقوس حرق الجثث من المجر، حيث كانت واسعة الانتشار منذ النصف الأول من الألفية الثانية قبل الميلاد.
[
3
]
 كانت حضارة كوكوتيني - تريبيليا في 
العصر الحجري الحديث
 في شمال شرق رومانيا وأوكرانيا الحديثة تمارس أيضًا طقوس حرق الجثث في وقت مبكر من عام 5500 قبل الميلاد. تبدأ بعض عمليات حرق الجثث في الحضارة اللوساتية البدائية وحضارة ترزسينيك.
```

## فهرست
- J. M. Coles/A. F. Harding, The Bronze Age in Europe (London 1979).
- G. Weber, Händler, Kieger, Bronzegießer (Kassel 1992).
- Ute Seidel, Bronzezeit. Württembergisches Landesmuseum Stuttgart (Stuttgart 1995).
- Konrad Jażdżewski, Urgeschichte Mitteleuropas (Wrocław 1984)
- Association Abbaye de Daoulas (eds.), Avant les Celtes. L'Europe a l'age du Bronze (Daoulas 1988).
- Frans Theuws, Nico Roymans (eds.), Land and ancestors: cultural dynamics in the Urnfield period and the Middle Ages in the southern Netherlands, Amsterdam Archaeological Studies, Amsterdam University Press, 1999, ISBN 978-90-5356-278-9.